# Góry Borszczowoczne
Góry Borszczowoczne (Borszczowocznyj Chriebiet) – pasmo górskie w azjatyckiej części Rosji, pomiędzy dolinami rzek Arguń i Szyłka. Leżą u zbiegu granicy z Chinami i Mongolią.
Długość wynosi około 450 km, maksymalna wysokość wynosi 1498 m n.p.m. Góry należą do grupy bajkalidów. Zbudowane są głównie z granitów. Są słabo rozczłonkowane. W dolinach i niższych partiach stoków występuje roślinność stepowa, w wyższych partiach i na grzbietach występują lasy modrzewiowe.
Duże pokłady rud molibdenu, cyny, cynku, ołowiu, węgla brunatnego i złota.